# 鲁高村
鲁高村,中华人民共和国山东省济南市章丘市水寨镇所辖的一个行政村。总人口282，其中男性133人，女性149人；农业户口279人，非农业人口3人；18岁以下人口74人，18-35岁人口63人，35-60岁人口101人，60岁以上人口44人（2006年）。耕地面积35公顷（2006年）。行政区划代码370181106216。